# Wohnhaus Trupe 3
Das Wohnhaus Trupe 3 neben der ev. Kirche St.-Marien (Truper Kapelle), in der niedersächsischen Gemeinde Lilienthal im Landkreis Osterholz stammt vom Anfang des 19. Jahrhunderts. Aktuell (2025) wird es zum Wohnen und zu Zwecken der Kirchengemeinde (Pfarramt I) genutzt.
Das Gebäude steht unter Denkmalschutz (siehe auch Liste der Baudenkmale in Lilienthal).

## Geschichte und Beschreibung
Lilienthal geht auf die Gründung des Klosters Lilienthal im 13. Jahrhundert zurück.
Das eingeschossige traufständige Gebäude in Fachwerk mit weißen verputzten Steinausfachungen, in der Art eines Vierständerhauses mit ziegelgedecktem Krüppelwalmdach und Grooter Door mit Korbbogen brannte wie die Kirche 1813 ab und wurde 1814 wieder aufgebaut. Die nördliche Traufseite und der Westgiebel wurden später massiv ersetzt. Das Haus diente der St.-Marien-Kirche (Trupe)  als Pfarrwohnung sowie als ev. Kirchenrentamt und Pfarramt. Das Haus ist umgeben von einem großen denkmalgeschützten Garten/Park.
Das Landesdenkmalamt befand u. a.: „… Wohngebäudes als Teil des Kirchhofs der Truper Kapelle …“

## Nebenanlagen
Zum Wohnhaus gehören denkmalgeschützt
- die Scheune von um 1780/1800 in Fachwerk als Wandständerbau,[2]
- der Garten um Wohnhaus und Scheune mit altem Baumbestand nördlich und östlich des Friedhofs.[3]